# كارولاين باري
كارولاين باري (بالإنجليزية: Carolyne Barry)‏ هي راقصة وممثلة أمريكية، ولدت في 20 يوليو 1943 في بروكلين في الولايات المتحدة، وتوفيت في 16 يونيو 2015 في لوس أنجلوس في الولايات المتحدة.

## وصلات خارجية
- الموقع الرسمي
- كارولاين باري على موقع IMDb (الإنجليزية)
- كارولاين باري على موقع قاعدة بيانات الفيلم (الإنجليزية)